# Parafia Narodzenia Najświętszej Maryi Panny w Wałkowie
Parafia Narodzenia Najświętszej Maryi Panny w Wałkowie – parafia rzymskokatolicka, znajdująca się w diecezji kaliskiej, w dekanacie Dobrzyca.